# Mirabello (Italia)
Mirabello era un municipio situado en el territorio de la Provincia de Ferrara, en Emilia-Romaña (Italia). El año 2016 empezó el proceso de fusión con la vecina Sant'Agostino, transacción aprobada por la población involucrada tras el referéndum consultivo, que terminó con 1.654 sí contra 1.254 no. Por lo tanto, el municipio de Mirabello fue suprimido el 31 de diciembre de 2016 para establecer, a través de una fusión con la localidad de Sant'Agostino, el nuevo municipio de Terre del Reno. En la Edad Media fue cabeza del condado de Mirabello del que fue titular la familia de ese apellido. En el siglo XIII (1280) uno de sus miembros, Giovanni de Mirabello, pasó a Flandes, hizo fortuna, se dedicó a las finanzas, fue consejero y tesorero del Duque de Brabante y emparentó con el Conde de Flandes al casarse su hijo Simón de Mirabello con Isabel de Nevers, hermana de Luis, Conde de Flandes. Fueron señores y barones de Halen, de Perwez, de Beveren y de Lilloo. Simón de Mirabello fue regente y gobernador de Flandes durante el exilio del Conde de Flandes en Francia. Desde el siglo XIV cambiaron su apellido Mirabello por el de van Haelen.

## Demografía
| Gráfica de evolución demográfica de Mirabello entre 1861 y 2001 |
|                                                                 |
| Fuente ISTAT - elaboración gráfica de Wikipedia                 |